# Primer gobierno de Isabel Díaz Ayuso
El Primer Gobierno Díaz Ayuso fue el ejecutivo regional de la Comunidad de Madrid, constituido tras la investidura y toma de posesión de Isabel Díaz Ayuso como presidenta de dicha comunidad autónoma española el 19 de agosto de 2019. Formado por miembros de Partido Popular y de Ciudadanos hasta la ruptura del pacto de legislatura de ambos partidos en marzo de 2021, en los últimos meses de ejercicio del gobierno se trató de un gobierno minoritario del PP.
Su reunión se celebraba todos los martes de cada semana.

## Historia
Investida por la Asamblea de Madrid por mayoría absoluta en la sesión celebrada entre los días 13 y 14 de agosto de 2019 con los apoyos de los grupos parlamentarios del Partido Popular, Ciudadanos y Vox, Isabel Díaz Ayuso tomó posesión como presidenta de la Comunidad de Madrid el 19 de agosto de 2019, día en que anunció la composición del nuevo Consejo de Gobierno, primero de coalición en la historia de la región. Sus cargos tomaron posesión el 20 de agosto.

### Disolución de la asamblea y mociones de censura
La mañana del 10 de marzo de 2021, Díaz Ayuso convocaba una rueda de prensa en la que declaraba que decidía disolver la asamblea de Madrid y convocar elecciones anticipadas. En la declaración, Ayuso afirmaba que se había «visto obligada a tomar [la] decisión» debido a «la inestabilidad institucional provocada por Ciudadanos y el PSOE [...] en Murcia», refiriéndose a la moción de censura presentada contra el gobierno del PP por esos dos partidos esa misma mañana en la Asamblea Regional de Murcia. El decreto de disolución fue firmado a las 12:25 de ese mismo día y fue remitido al Boletín Oficial de la Comunidad de Madrid a las 12:50.
Esa misma mañana y poco después del anuncio de la firma del decreto de disolución, el PSOE de Madrid y Más Madrid, paralelamente, presentaron dos mociones de censura in extremis, con el objetivo de parar la convocatoria de elecciones anticipadas, ya que, según el Estatuto de Autonomía de la región, esta no puede realizarse «cuando se encuentre en tramitación una moción de censura». Las mociones fueron presentadas a las 13:07 y 13:03 de ese mismo día, y admitidas a trámite por la mayoría de la Mesa a las 16:14, con Ángel Gabilondo y Mónica García como candidatos a la presidencia de PSOE y Más Madrid, respectivamente. Los grupos se acogían, por tanto, al artículo dos de la Ley Reguladora de la Facultad de disolución de la Asamblea de Madrid por el presidente de la Comunidad, que afirma que «El Decreto de disolución se publicará en Boletín Oficial de la Comunidad de Madrid (BOCM) y entrará en vigor en el momento de su publicación». La publicación del decreto de disolución se daría a las 00:00 del día siguiente, posteriormente a la admisión a trámite de ambas mociones.
Sin embargo la Mesa de la Asamblea de Madrid acabaría aceptando la disolución de la Asamblea, que entraría en vigor a medianoche del jueves. La Mesa de la Diputación Permanente, no obstante, recurriría el decreto ante el Tribunal Superior de Justicia de Madrid, que tomaría una decisión al respecto el domingo 14 de marzo. La formaciónVox, por su parte, presentó un escrito de nulidad en la Asamblea contra los acuerdos de la Mesa que permitieran las mociones.
El domingo 14 de marzo, el Tribunal Superior de Justicia de Madrid se pronunció respecto a la ejecución de las medidas cautelarísimas que habrían implicado la anulacion de la disolución de la asamblea por parte de Ayuso, rechazándolas. Sin embargo, no entró a valorar la validez de la presentación de ambas mociones al no pronunciarse sobre si el decreto de disolución entró en vigor en el momento de su firma o en el de su publicación en el BOCM.

## Composición del Gobierno
| ← Primer Gobierno de Isabel Díaz Ayuso → (20 de agosto de 2019 - junio de 2021) |                                                          |                                                                               |                 |
| Partido político                                                                |                                                          | Partido Popular                                                               | Partido Popular |
| Partido político                                                                | Ciudadanos                                               |                                                                               |                 |
| Partido político                                                                | Independiente                                            |                                                                               |                 |
| Presidencia                                                                     |                                                          |                                                                               |                 |
| Presidencia                                                                     |                                                          | Isabel Natividad Díaz Ayuso 20 de agosto de 2019 - 19 de junio de 2021        |                 |
| Vicepresidencia                                                                 |                                                          |                                                                               |                 |
| Vicepresidencia Consejería de Deportes y Transparencia Portavocía del Gobierno  |                                                          | Ignacio Aguado Crespo 20 de agosto de 2019 - 10 de marzo de 2021              |                 |
| Consejerías                                                                     |                                                          |                                                                               |                 |
| Consejería de la Presidencia                                                    |                                                          | María Eugenia Carballedo Berlanga 20 de agosto de 2019 - 8 de junio de 2021   |                 |
| Consejería de Justicia, Interior y Víctimas                                     |                                                          | Enrique López López 20 de agosto de 2019 - 21 de junio de 2021                |                 |
| Consejería de Hacienda y Función Pública                                        |                                                          | Javier Fernández-Lasquetty y Blanc 20 de agosto de 2019 - 21 de junio de 2021 |                 |
| Consejería de Economía, Empleo y Competitividad                                 |                                                          | Manuel Giménez Rasero 20 de agosto de 2019 - 10 de marzo de 2021              |                 |
| Consejería de Vivienda y Administración Local                                   |                                                          | David Pérez García 20 de agosto de 2019 - 21 de junio de 2021                 |                 |
| Consejería de Medio Ambiente, Ordenación del Territorio y Sostenibilidad        |                                                          | Paloma Martín Paloma Martín Martín                                            |                 |
| Consejería de Sanidad                                                           |                                                          | Enrique Ruiz Escudero 20 de agosto de 2019 - 21 de junio de 2021              |                 |
| Consejería de Políticas Sociales, Familias, Igualdad y Natalidad                |                                                          | Alberto Reyero Zubiri 20 de agosto de 2019 - 2 de octubre de 2020             |                 |
| Consejería de Políticas Sociales, Familias, Igualdad y Natalidad                | Javier Luengo 2 de octubre de 2020 - 10 de marzo de 2021 |                                                                               |                 |
| Consejería de Infraestructuras, Transportes y Movilidad                         |                                                          | Ángel Garrido García 20 de agosto de 2019 - 10 de marzo de 2021               |                 |
| Consejería de Educación y Juventud                                              |                                                          | Enrique Ossorio Crespo 20 de agosto de 2019 - 21 de junio de 2021             |                 |
| Consejería de Ciencia, Universidades e Innovación                               |                                                          | Eduardo Sicilia Cavanillas 20 de agosto de 2019 - 10 de marzo de 2021         |                 |
| Consejería de Cultura y Turismo                                                 |                                                          | Marta Rivera de la Cruz 20 de agosto de 2019 - 10 de marzo de 2021            |                 |